# Phân họ Kẹn
Hippocastanoideae là một phân họ thực vật có hoa trong họ Sapindaceae.

## Các chi
- Acer L. - phong, thích
- Aesculus L. (đồng nghĩa: Hippocastanum) - dẻ ngựa
- Billia Peyr.
- Dipteronia Oliv.
- Handeliodendron Rehder.